# Xavier Ruas
Xavier Ruas, né le 24 mai 1943 à Vergèze, est un raseteur français, vainqueur de la Cocarde d'or.Il faillit gagner une 2e édition, mais le public l'incita a prendre la cocarde alors qu'il avait une marge d'avance de points. Il ne la décrocha pas complètement et un de ses adversaires saisit l'occasion et la décrocha, il finit alors deuxième.

## Biographie
Il débute dans les années 1960 ; on le surnomme alors « le petit Soler ».
Il fut raseteur de 1960 à 1977 et tourneur jusqu'en 1985.
Tourneur pour notamment le resateurVolpelière 
Francis Valette dit Sarraié, ancien raseteur, est son beau-père. Il vit au Cailar. Il fait partie des plus anciens raseteurs gardois encore en vie.

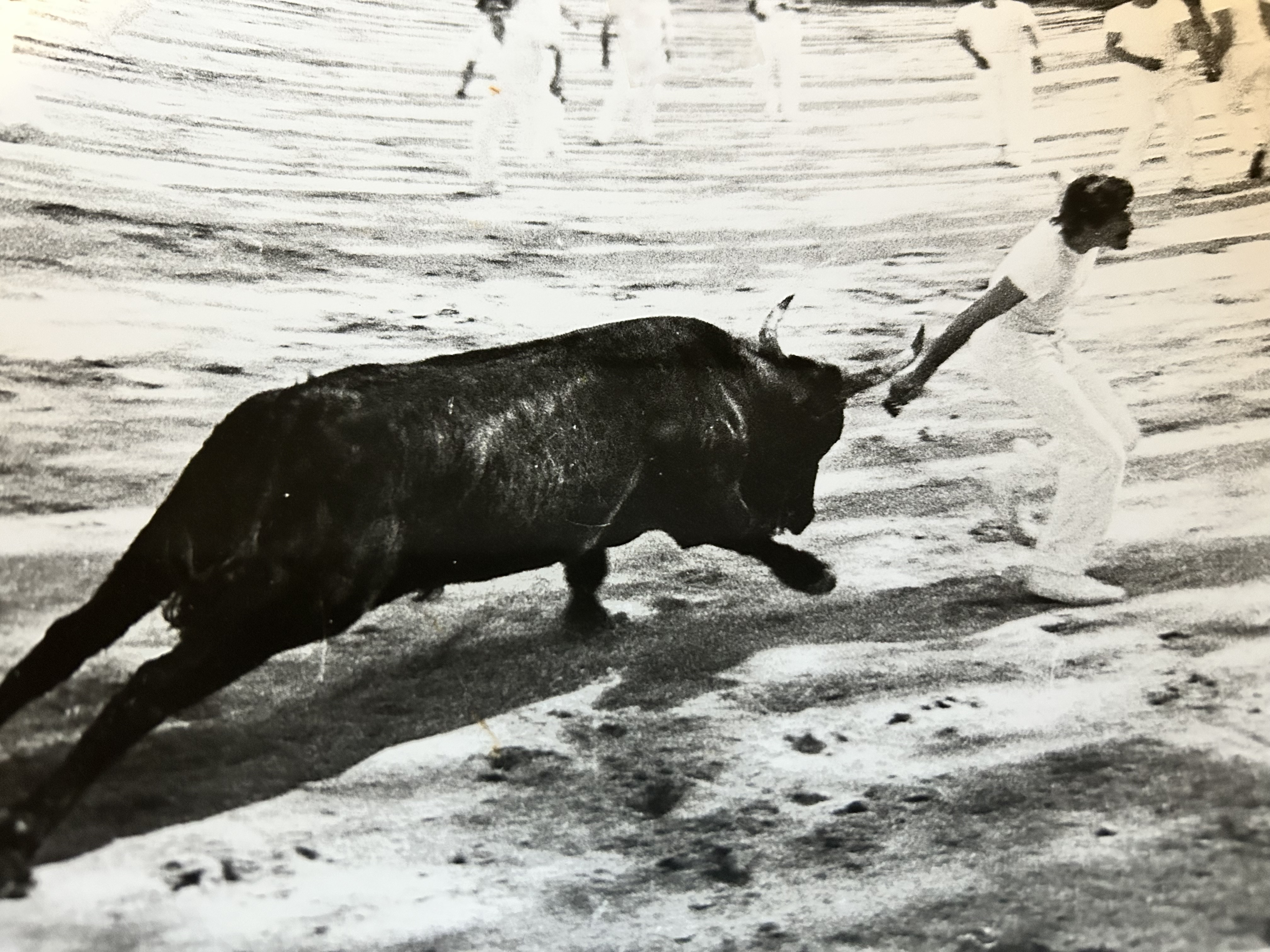

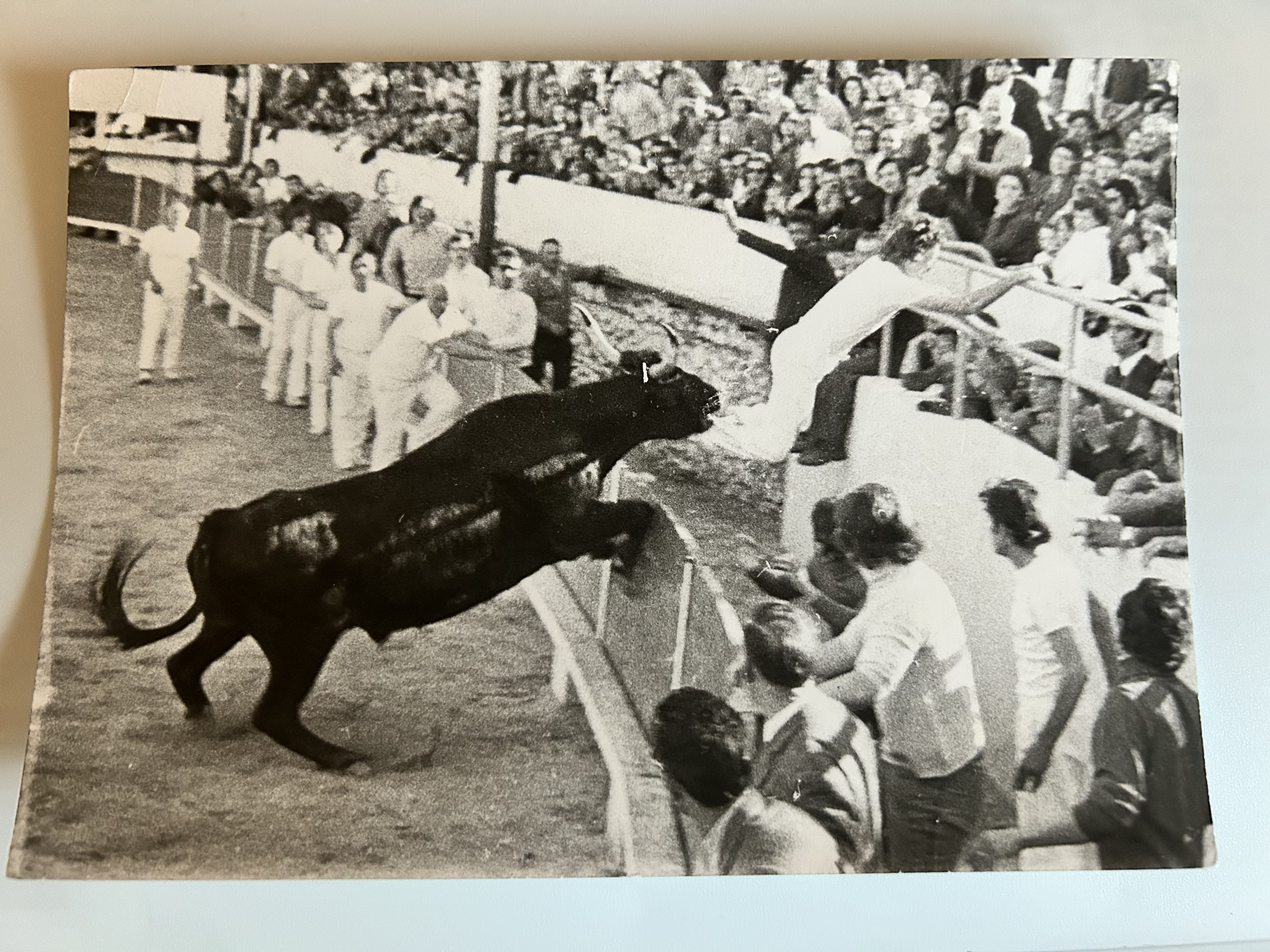

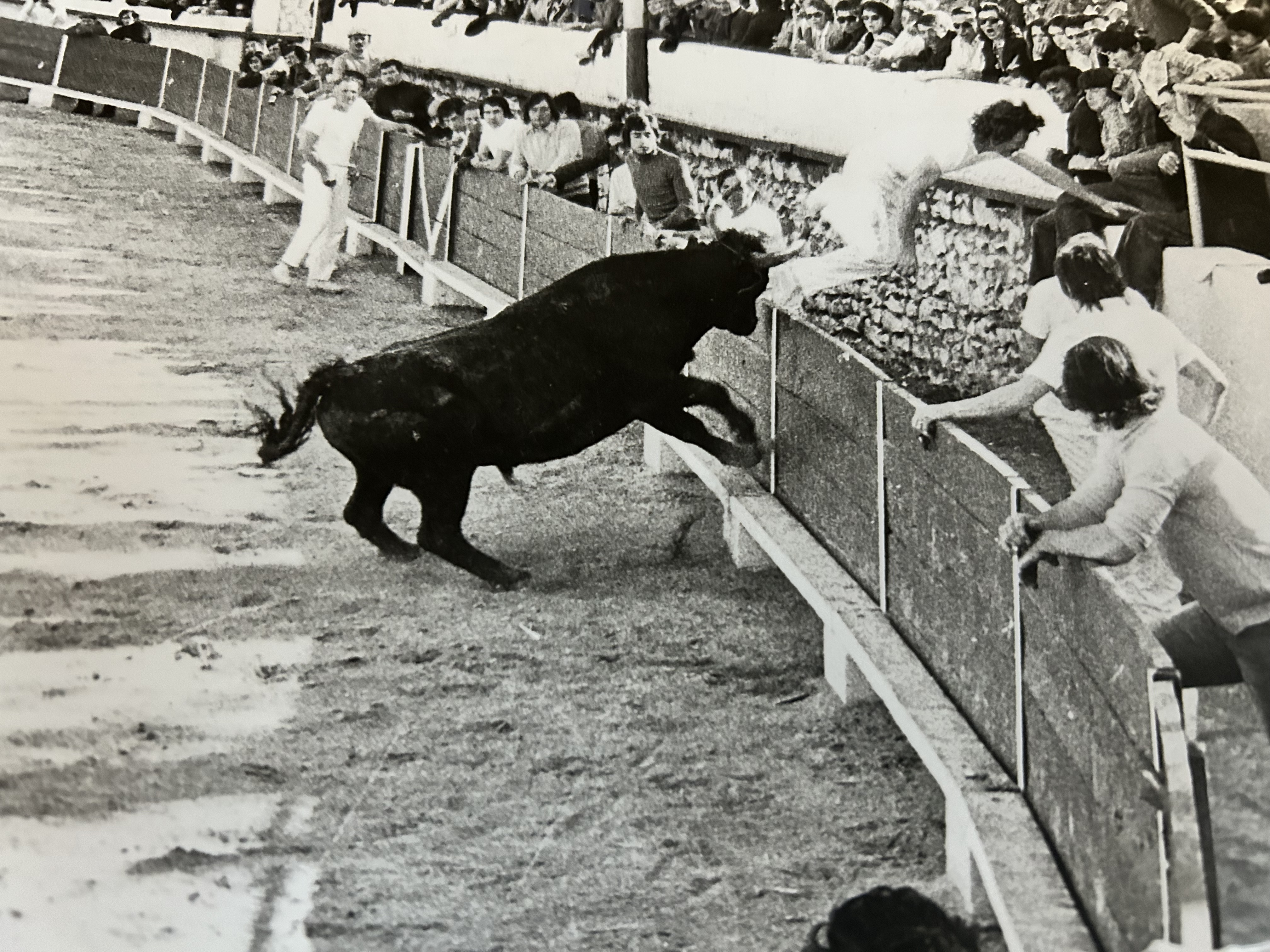

## Bibliographie

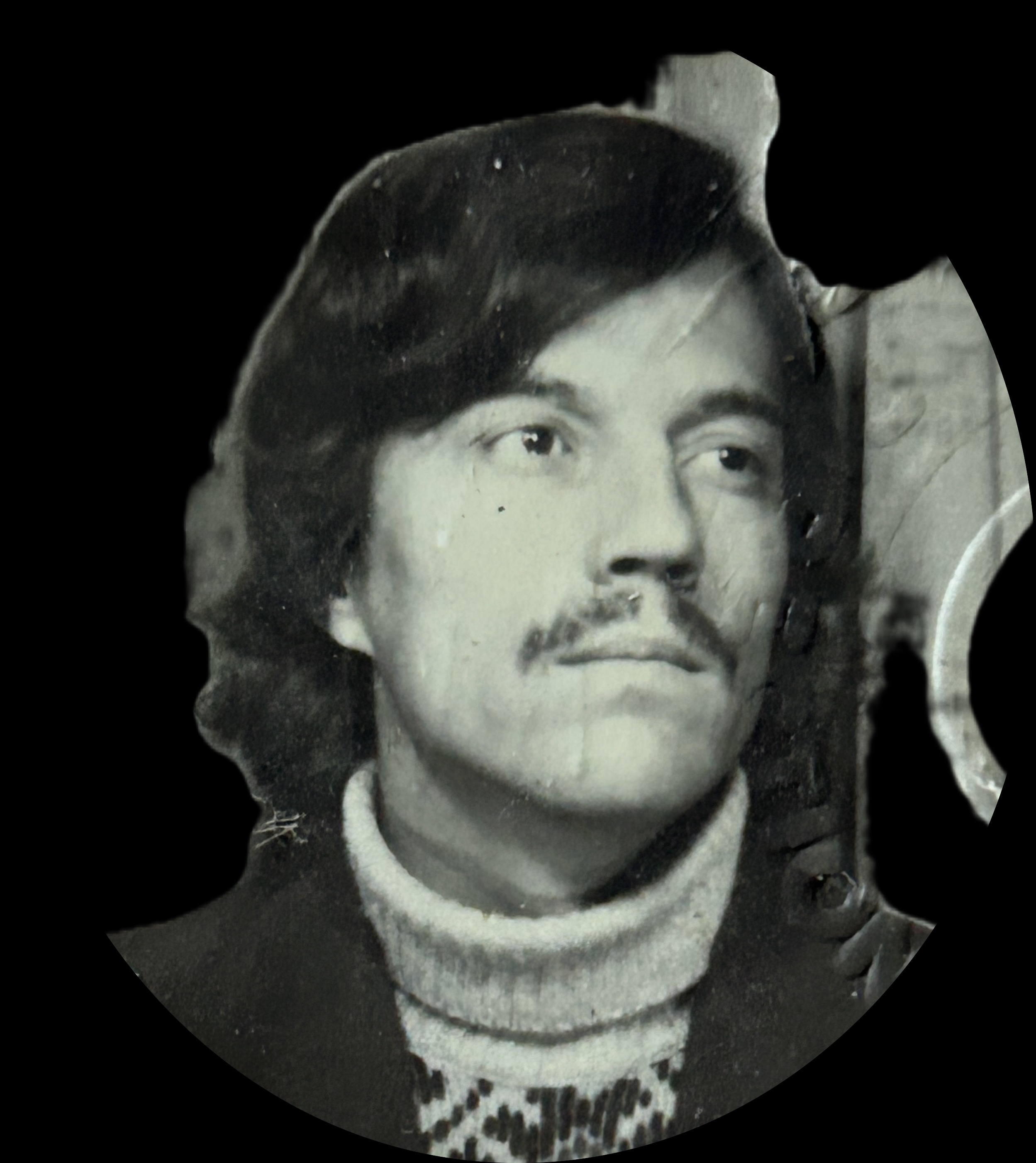

### Palmarès
- Cocarde d'or : 1972[4]